# Denverschleife
Als Denverschleife (viel öfter Denver Schleife geschrieben, seltener Denver-Schleife) bezeichnet man eine Alternative zu Krawatte, Querbinder etc., die die Form eines gleichschenkligen Dreiecks hat und mit einem Strass- oder Schmuckstein verziert ist. Sie wird zum Herrenanzug getragen.
Denverschleifen waren um das Jahr 1990 vergleichsweise modern, werden aber heute nur noch selten getragen. Gleichwohl werden sie weiterhin im Fachhandel unter dieser Bezeichnung vertrieben. Im Internet gibt es sie vor allem mit Motiven für Jäger.
Sie wird außerhalb von Deutschland nicht erwähnt, insbesondere nicht in den USA, noch nicht einmal in der Schweiz oder in Österreich.